# Sydafrika i olympiska vinterspelen 2018
Sydafrika deltog i de olympiska vinterspelen 2018 i Pyeongchang, Sydkorea, med en trupp på en atlet (en man) fördelat på en sport.
Vid invigningsceremonin bars Sydafrikas flagga av alpina skidåkaren Connor Wilson.